# Medycyna tradycyjna
Medycyna tradycyjna – ogół wiedzy, umiejętności i praktyk opartych na teoriach, przekonaniach i doświadczeniach swoistych dla danych kultur, wykorzystywanych w utrzymaniu zdrowia, profilaktyce, diagnozowaniu, poprawianiu lub leczeniu chorób fizycznych i psychicznych.